# Agnes Akiror
Agnes Akiror Egunyu (sinh ngày 28 tháng 7 năm 1968), thường được gọi là Agnes Akiror, là một chính trị gia người Uganda. Bà là Bộ trưởng Nhà nước hiện tại về các vấn đề Teso trong Nội các của Uganda. Bà được bổ nhiệm vào vị trí đó vào ngày 6 tháng 6 năm 2016. Trước đó, từ ngày 27 tháng 5 năm 2011 đến ngày 6 tháng 6 năm 2016, bà giữ chức Bộ trưởng Bộ Du lịch. Bà thay thế Serapio Rukundo, người bị loại khỏi nội các. Trong cuộc cải tổ nội các ngày 1 tháng 3 năm 2015, bà đã được giữ lại chức trong nội các của mình. Với tư cách là một bộ trưởng nội các, bà là một cựu thành viên của Nghị viện.

## Bối cảnh và giáo dục
Akiror được sinh ra ở quận Kumi vào ngày 28 tháng 7 năm 1968. Sau khi theo học tại một trường tiểu học địa phương, bà đăng ký vào trường trung học Ngora ở Ngora, tốt nghiệp năm 1984. Để được học ở trình độ A, bà đã theo học tại trường trung học cơ sở tưởng niệm Mende Kalema, ở quận Wakiso, tốt nghiệp từ năm 1988. Bà theo học Học viện Kinh doanh và Truyền thông Quốc tế, tốt nghiệp năm 2000, với Bằng Cao đẳng Kế toán. Bà theo học tại Đại học Liệt sĩ Uganda từ năm 2006 đến năm 2010, tốt nghiệp với bằng Cử nhân Nghệ thuật về Nghiên cứu Dân chủ & Phát triển. Bà cũng có chứng chỉ về phát triển con người bền vững, được lấy từ Negev College ở Israel năm 2008 

## Nghề nghiệp
Từ năm 1988 đến năm 1989, bà là Trợ lý Kế toán tại Hiệp hội Phát triển Nông thôn Oya. Từ năm 2000 đến năm 2005, bà là Giám đốc điều hành của Eyalama, một tổ chức phi chính phủ địa phương. Bà từng là Thành viên của Quốc hội đại diện cho phụ nữ của Quận Kumi trên Diễn đàn vì Thay đổi Dân chủ của Đảng này. Tuy nhiên, vào năm 2010, bà rời khỏi FDC và mất ghế quốc hội. Vào ngày 6 tháng 6 năm 2016, bà được bổ nhiệm làm Bộ trưởng Nhà nước về các vấn đề của Teso.

## Những ý kiến khác
Agnes Akiror là người độc thân. Bà thuộc tín ngưỡng Giáo hội Công giáo Rôma.